# 카자흐스탄 스포츠 경기장
카자흐스탄 스포츠 경기장(카자흐어: Қазақстан спорт сарайы)은 2001년 세워진 카자흐스탄 아스타나의 실내 경기장이다. 4,050명을 수용하며 콘티넨탈 하키 리그의 바리스 아스타나의 홈구장이다. 2011년 동계 아시안 게임의 아이스하키 경기가 열릴 예정이다.